# Cerbi
Cerbi és un poble, esmentat el 839, del terme municipal de La Guingueta d'Àneu, a la comarca del Pallars Sobirà, dins del territori de l'antic terme d'Unarre. Està situat a la vall d'Unarre, enlairat a la dreta del riu d'Unarre, a la part més alta i septentrional del terme. A les Bordes d'Aurós, un quilòmetre al nord-est del veïnat, es troba el límit del Parc Natural de l'Alt Pirineu. Cerbi és el poble més alt de les Valls d'Àneu, situat a 1430 metres sobre el nivell del mar.

## Etimologia
Joan Coromines estableix l'etimologia de Serbi a partir de les arrels basques açeari ("guineu") i bide ("camí"). "Camí de guineus" seria, doncs, la interpretació del nom del poble de Cerbi o Serbi segons l'insigne filòleg.

## Geografia
Cerbi s'ubica en un esperó rocós sobre el Clot des Planes, plana d'inundació a la confluència del riu d'Unarre i el torrent dels Corriols. Aquest, que ve del nord-nord-oest, queda encaixat entre la serra Obaga a ponent i el serrat Estanyero a llevant; a la seva capçalera es troba el coll de Cerbi (~2000 m) que comunica amb la vall de la Noguera Pallaresa a l'altura d'Isil. Des del nord-nord-est, delimitat per la serra Mitjana, a l'oest, i la serra Mascarida, a l'est, baixa el riu d'Unarre; a la seva capçalera hi ha el cercle dels estanys de Cerbi, format pels de la Gola i el de Calberante i, al capdamunt, l'estany Curiós i el coll homònim; pel damunt d'aquests estanys es troba el circ de la Gallina, amb un conjunt d'estanys i el refugi de muntanya Enric Pujol. Dominant la contrada, prop de sis quilòmetres al nord del poble, s'alça el Mont-roig, de 2847 metres d'altitud.
| « | Vora el port de la Cornella i als peus de l'altiu Mont-roig. Sota un cel de meravella, us guarda aquest estoig d'aigües, neus i prats i flors, tot un món de poesia. (Fragment dels Goigs de Sant Beado) | » |

- Rodals de Cerbi, cap al sud.
- Coll de Cerbi
- Rodals de Cerbi, cap a l'est.

## El poble
Fins al 1847, el poble de Cerbi gaudí d'ajuntament propi, però en no assolir el mínim de 30 veïns (caps de casa) que marcava la llei fou agregat a Unarre.
Sant Serni de Cerbi és la seva església parroquial; a més, dins del poble hi ha també la capella de la Immaculada de Cerbi, actualment en ruïnes. Dins el seu antic terme, dos quilòmetres al nord i ja dins el parc natural, hi ha l'ermita de Sant Beado en la qual cada any s'hi celebren dos aplecs (trobades). Aquesta ermita està a 45 minuts caminant de la presa de Cerbi.
Les cases del poble són:
| - Casa Andreuat - Casa Badia - Casa Batlle - Casa Capella | - Casa Capità - Casa Cortina - Casa Legulló - Casa Lluís de Ton | - Casa Magina - Casa Miqueu - Casa Mosset - Casa Mossèn Anton | - Casa Pepeta - La Rectoria - Casa Rutxe - Casa Senyoret | - Casa Sibilló - Casa Ton - Casa Txapela - Casa Tereseta |

- Entrada al poble sota Sant Serni
- Casal amb galliner
- Casa d'estiueig
- Vista general

## Història
El poble apareix esmentat en document de 839.

### Edat moderna
En el fogatge del 1553, Servi declara 10 focs laics i 3 d'eclesiàstics (uns 65 habitants).

### Edat contemporània
Pascual Madoz dedica un article del seu Diccionario geográfico... a Serví. Hi diu que és un agregat del districte municipal d'Unarre, situat en una petita vall, dins de la Vall d'Àneu. La combaten els vents del nord i del sud. El clima és fred, propens a pulmonies i reumes. Tenia en aquell moment 21 cases i l'església parroquial de Sant Sadurní, servida per un rector ordinari. Hi havia diverses fonts per a provisió del veïnat. Les terres són fluixes, pedregoses i molt muntanyoses, encara que despoblades. S'hi collia blat, sègol, patates i fenc. S'hi criava tota mena de bestiar, especialment vacum, i hi havia caça de llebres, perdius, molts isards i alguns ossos; hi havia poca pesca de truites. Comptava amb 40 veïns (caps de casa) i 66 ànimes (habitants).

### Aprofitaments hidroelèctrics
Entre 1956 i 1958 l'empresa Hidroelèctrica de Catalunya  construí la presa de Cerbi i el corresponent canal de derivació per portar l'aigua cap a la Central d'Esterri d'Àneu. La presa es troba al costat de les Bordes d'Aurós, desviant part del cabal del riu d'Unarre cap el Salt d'Unarre. Quan el canal ja ha passat el poble de Cerbi rep aigua d'una resclosa situada en el torrent d'Escorriols. La longitud total del canal és de 3.780 metres.